# 鐵道街 (高雄市)
鐵道街是高雄市三民區沿著臺鐵鐵路路廊兩側的東西向道路，本道路與臺鐵縱貫線、屏東線平行，部份路段為高雄市區鐵路地下化後所騰出的地面空間改建而成，部份路段則是鐵路兩側舊有道路改名。東西向兩車道間設有景觀綠園道及自行車道。
本道路起端於澄清路口接文享街，末端止於同盟三路口，並以國道一號、民族路口及高雄車站分成四個路段。僅行經三民一區。

## 外部來源
- . 高雄市政府工務局.   [2025-01-16].
- . 高雄市政府水利局. 2022-04-25  [2025-01-16].